# Ahmesz-Inhapi
Ahmesz-Inhapi vagy Inhapi hercegnő és királyné az ókori egyiptomi XVII. dinasztia végén. Valószínűleg Szenahtenré Jahmesz fáraó lánya, Szekenenré Ta-aa fáraó, Ahhotep és Szitdzsehuti királynék testvére, és fivérének, Szekenenré Ta-aa fáraónak a felesége, bár elképzelhető, hogy későbbre datálható, I. Jahmesz vagy akár I. Amenhotep idejére is. Egy lánya született, Ahmesz-Henuttamehu.
Inhapit megemlítik a lánya által birtokolt Halottak Könyvében és Amenemhat sírjában (TT53). Inhapi számára Thébában készült egy sír; múmiáját később a DB320-as sírban temették el újra, ahol 1881-ben fedezték fel, ma a kairói Egyiptomi Múzeumban található.
A múmiát Gaston Maspero bontotta ki pólyáiból 1886. június 20-án; később Grafton Eliot Smith is megvizsgálta. Smith erőteljes testalkatú, sötétbarna bőrű nőként írta le Inhapit, és megjegyzi, mennyire hasonlított Szekenenréhez. A múmiát Ahmesz-Nofertari dajkájának, Rai úrnőnek a külső koporsójában találták. Smith a temetkezést I. Jahmesz uralkodásának végére datálja. A múmiának virágfüzér volt a nyakában, karjai a teste mellett feküdtel. Bőrének külső rétege még megvolt, só nyomát nem találták rajta, azaz nem nátronban tartósították. A testet porrá tört, illatos fával szórták be és gyantába áztatott vászonba burkolták.
Inhapi címei: A király lánya (z3.t-nỉswt), A király felesége (ḥmt-nỉswt).

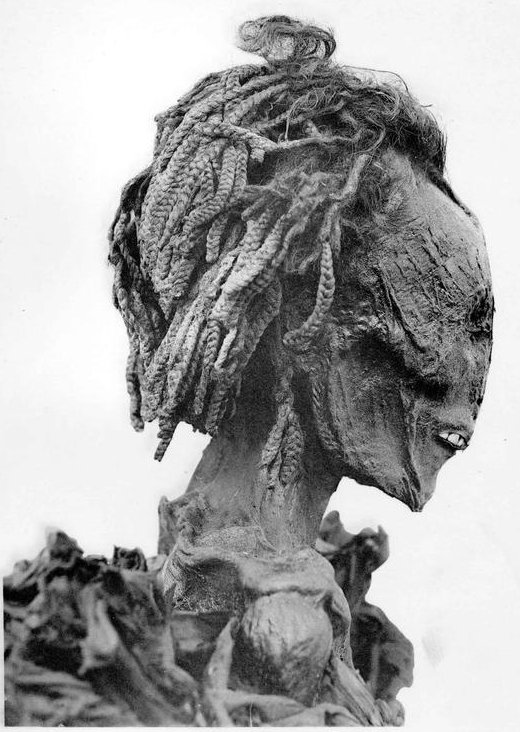
Inhapi múmiája